# Separación de la capa límite

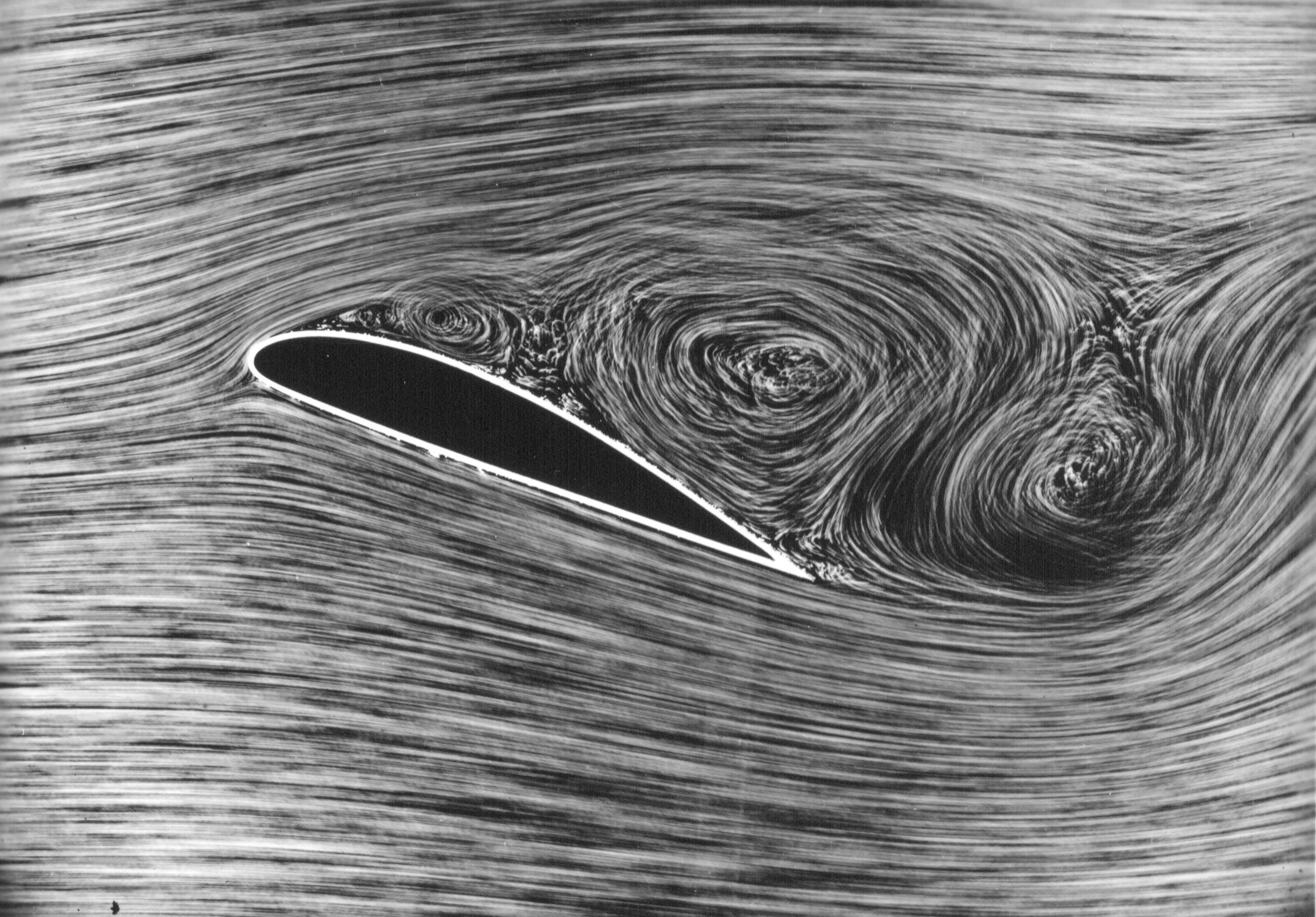
Flujo de aire que se separa de un ala con un alto ángulo de ataque

La separación de capa límite o separación de flujo es un fenómeno de la dinámica de fluidos que se produce cuando se desprende de la superficie de un obstáculo la estela formada a su alrededor. Es originada por un aumento local de la presión del fluido cuando su flujo se desacelera, como después de rebasar la sección más amplia de un cuerpo aerodinámico o al pasar por un conducto que se ensancha.

## Condiciones generales
Siempre que haya un movimiento relativo entre un fluido y una superficie sólida, ya sea externamente alrededor de un cuerpo, o internamente en un conducto de sección cerrada, existe una capa límite presente en la capa cercana a la superficie del fluido, ligada al efecto de su viscosidad. Las capas límite pueden ser laminares o turbulentas. Se puede realizar una evaluación razonable de si la capa límite será laminar o turbulenta calculando el número de Reynolds de las condiciones de flujo local.
El movimiento de un fluido en contra de una presión creciente se conoce como flujo contra un gradiente de presión adverso. En estas condiciones, la capa límite se separa cuando el fluido ha avanzado lo suficiente como para que su velocidad con respecto a la superficie se haga cero e invierta el sentido de su movimiento. El flujo se desprende de la superficie y toma la forma de torbellinos y vórtices. Una vez que se ha separado, el fluido ejerce una presión constante sobre la superficie, en lugar de una presión que aumenta continuamente si aún está adherido. En aerodinámica, la separación del flujo da como resultado una sustentación reducida y un aumento del arrastre parásito, causado por el diferencial de presión entre las superficies delantera y trasera del objeto. Provoca ondas de impacto en las estructuras de los aviones y en las superficies de control. En los conductos internos la separación provoca una disminución del caudal circulante, así como vibraciones en las palas de la maquinaria y mayores pérdidas (menor eficiencia) en las tomas de admisión y en los compresores. Se ha dedicado mucho esfuerzo e investigación al diseño de los contornos de las superficies en aerodinámica y fluidodinámica, dotándolas de características que retrasan la separación del flujo y mantienen el flujo laminar durante el mayor tiempo posible. Ejemplos conocidos son el tejido de las pelotas de tenis, los hoyuelos de las bolas de golf, los turbuladores en un planeador (que inducen una transición temprana a un flujo turbulento); o los generadores de vórtices en los aviones.

## Gradiente de presión adverso

Representación gráfica de la velocidad en la capa límite mediante perfiles. El último perfil presenta el flujo en sentido inverso, que indica la separación del flujo

La inversión del flujo es causada principalmente por el gradiente de presión adverso impuesto en la capa límite por la teoría de flujo potencial exterior. La ecuación del momento en sentido de la corriente dentro de la capa límite se establece aproximadamente como
{\displaystyle u{\partial u \over \partial s}=-{1 \over \rho }{dp \over ds}+{\nu }{\partial ^{2}u \over \partial y^{2}}}
donde {\displaystyle s} e {\displaystyle y} son respectivamente las coordenadas según la dirección del flujo y las coordenadas normales a estas.
Un gradiente de presión adverso se produce cuando {\displaystyle dp/ds>0}, provocando que la velocidad {\displaystyle u} disminuya a lo largo de {\displaystyle s} y que se reduzca a cero o cambie de sentido si el gradiente de presión adverso es lo suficientemente fuerte.

## Parámetros de influencia
La tendencia de una capa límite a separarse depende principalmente de la distribución de los efectos adversos o negativos del gradiente de velocidad de la  capa límite {\displaystyle du_{o}/ds(s)<0} sobre la superficie, que a su vez está directamente relacionado con la presión y su gradiente por la forma diferencial del principio de Bernoulli,que es la misma que la ecuación del momento para el flujo no viscoso externo.
{\displaystyle \rho u_{o}{du_{o} \over ds}=-{dp \over ds}}
Pero las magnitudes generales de {\displaystyle du_{o}/ds} requeridas para la separación son mucho mayores para el flujo turbulento que para el flujo laminar. El primero puede tolerar una desaceleración del flujo de casi un orden de magnitud más fuerte. Una influencia secundaria es el número de Reynolds. Para una distribución adversa dada {\displaystyle du_{o}/ds}, la resistencia a la separación de una capa límite turbulenta aumenta ligeramente al aumentar el número de Reynolds. Por el contrario, la resistencia a la separación de una capa límite laminar es independiente del número de Reynolds, un hecho algo contrario a la intuición.

## Separación interna
La separación de la capa límite puede producirse para los flujos por el interior de un conducto. Puede resultar de causas tales como un conducto de tubería que se expande rápidamente. La separación se produce debido a un gradiente de presión adverso que se encuentra a medida que el flujo se expande, lo que provoca una región extendida de flujo separado. La parte del flujo que separa el flujo de recirculación y el flujo a través de la región central del conducto se denomina línea de corriente divisoria. El punto donde la línea divisoria se une a la pared nuevamente se llama punto de reinserción. A medida que el flujo avanza corriente abajo, finalmente alcanza un estado de equilibrio y no se produce flujo inverso.

## Efectos de la separación de la capa límite
Cuando la capa límite se separa, sus remanentes forman una capa de cizallamiento y la presencia de una región de flujo separada entre la capa de cizallamiento y la superficie modifica la teoría de flujo potencial exterior y el campo de presión. En el caso de las aspas aerodinámicas, la modificación del campo de presión da como resultado un aumento del arrastre parásito y, si es lo suficientemente grave, también dará como resultado la entrada en pérdida y la reducción de la sustentación, ambos fenómenos indeseables. Para conductos, la separación del flujo produce un aumento de las pérdidas y fenómenos de retención como la cavitación, fenómenos también perjudiciales. Otro efecto de la separación de la capa límite son los vórtices de desprendimiento regulares, conocidos como calle de vórtices de Von Kármán. Los vórtices se desprenden de la superficie de quiebro de una estructura corriente abajo a una frecuencia que depende de la velocidad del flujo. El desprendimiento de vórtices produce una fuerza oscilante que puede provocar vibraciones en la estructura. Si la frecuencia de desprendimiento coincide con una frecuencia de resonancia de la estructura, puede provocar una fallo estructural. Estas vibraciones podrían producirse y reflejarse a diferentes frecuencias en función de su origen en cuerpos sólidos o en los fluidos que los rodean, pudiendo amortiguar o amplificar los fenómenos de resonancia.